# Ascalobyas albistigma
Ascalobyas albistigma är en insektsart som först beskrevs av Walker 1853.  Ascalobyas albistigma ingår i släktet Ascalobyas och familjen fjärilsländor. Inga underarter finns listade i Catalogue of Life.